# غونزالو مينيديس
غونزالو مينيديز أو غونزالو مينيديس (البرتغالية Gonzalo Menéndez or Gonçalo Mendes)؛ كان كونت البرتغال في مملكة ليون (حوالى 950-997) حيث استخدم لقب دوق البرتغاليين العظيم (البرتغالية: Great Duke Of The Portuguese)؛ وعادة ما يكتب اسمه في السجلات المعاصرة بـ Gundisaluus Menendiz.
هو ابن هرمنغيلدو غونزاليس والكونتيسة مومدونا دياس سمي بذلك تكريماً لجده من أبيه غونزالو بيتوتيز والده توفي حوالى 950 يذكر أن والدته الأرملة وزعت بعض الأرضي في نفس الوثيقة التي ذكر بها غونزالو لأول مرة وذلك في 24 يوليو 950.

## الحياة

### عدواة مع سانشو الأول وراميرو الثالث
في 966 اغتيل غونزالو سانشو الأول من ليون بعد أن دعاه إلى مأدبة العشاء بها الطعام مسموم، وأخرى تقول تفاحة وفقاً لبعض المصادر، وفي أواخر الستينيات من القرن العاشر تم احتياج الأراضي من قبل الغزاة الفايكنج في 968 واختلف مع الملك راميرو الثالث بعد أن رفض هذا الأخير لمحاربتهم، يمكن القول أن غونزالو كان يفضل أردونيو الثالث وابنه برمودو الثاني على سانشو الأول وابنه راميرو الثالث.

### التمرد لصالح برمودو الثاني
في 981 انهزام المسيحيين في معركة حصن روطة بذلك قاد تمرد لخلع راميرو الثالث وتثبيت ابن عمه برمودو أوردونيز لاحقا برمودو الثاني شارك ابنه مينيدو وعدد من النبلاء الجالكية والقشتالية معه، وقام الملك الجديد بتبرع لغونزالو بعدد من الأديرة والأراضي بسبب شجاعته في قيادة التمرد.
في 985 استطاع غونزالو توظيف لنفسه لقب الدوق وفي 994 تم منحه مدينة براغا، قتل غونزالو من قبل الحاجب المنصور أثناء حملته على سانتياغو دي كومبوستيلا.

## علاقته بقرطبة
وفقاً لقرطبي وخليفة الأندلس الحكم الثاني المستنصر بالله تلقى ست سفارات مسيحية من دويلات إيبيرية منفصلة أولى من سانشو الثاني ملك نافارا «أمير الباسك» وكذلك منه.

## الزواج والذرية
تزوج ما قبل 964 من إيلدوارا بيلايز ابنة عمه بيلايو غونزاليس كونت أوديزا وهيرميسيندا غوتيريز شقيقة القديس روديسيند، وانجبت حوالى ستة أبناء من بينهما مينيدو هو الابن الثالث والأكبر على قيد الحياة وأصبح الكونت بعد وفاته.